# Houtblazer
Onder houtblazers worden in de muziek verstaan (de bespelers van):
- blokfluit (kleine sopranino/garklein, sopraninoblokfluit, sopraanblokfluit, altblokfluit, tenorblokfluit, basblokfluit, grootbasblokfluit, contrabasblokfluit/subbasblokfluit);
- dwarsfluit, meestal gewoon "fluit" genoemd (ook: piccolo, altfluit en basfluit);
- hobo (ook: Engelse hoorn (althobo), oboe d'amore en heckelfoon);
- klarinet (ook: esklarinet, altklarinet, bassethoorn en basklarinet);
- fagot (ook: contrafagot);
- saxofoon (ook: soprillo, sopraninosaxofoon, sopraansaxofoon, altsaxofoon, tenorsaxofoon, baritonsaxofoon, bassaxofoon, contrabassaxofoon en subcontrabassaxofoon ).

De groep wordt in een orkest aangeduid als en aangesproken met het hout. In een harmonieorkest hebben de houtblazers de rol die de violen hebben in de symfonieorkesten.

## Houtblazers in het symfonieorkest
In een symfonieorkest is de traditionele standaardbezetting voor de houtblazers twee fluiten, twee hobo's, twee klarinetten en twee fagotten. Dit wordt een zogenaamde dubbele houtbezetting genoemd. Ook enkel hout komt voor, wanneer van elk van deze instrumenten er één in het orkest is vertegenwoordigd, evenals drievoudig hout. Viervoudig en vijfvoudig hout komen een stuk minder voor, en een meer dan vijfvoudige bezetting is in een symfonieorkest zeer uitzonderlijk. Saxofoons zijn in een symfonieorkest minder gebruikelijk.

## Houtblazer versus koperblazer
De indeling koperblazer/houtblazer is geen formele musicologisch verantwoorde indeling zoals die van Sachs-Hornbostel, maar een traditionele. Het gaat namelijk niet om het materiaal waarvan het instrument gemaakt is, maar om de wijze waarop de toon wordt gevormd.
Zo is de moderne dwarsfluit meestal niet van hout gemaakt. Toch wordt de fluit tot de houtblazers gerekend, omdat de indeling stamt uit de tijd waarin fluiten nog wel altijd van hout waren. Ook de saxofoon wordt in deze indeling tot de houtblaasinstrumenten gerekend, ondanks het feit dat het instrument net als de dwarsfluit is gemaakt van metaal. De saxofoon is namelijk ontstaan uit de klarinet en heeft een zeer vergelijkbare wijze van toonvorming. 
Bij houtblazers komt dientengevolge het geluid uit de gaten die in de buis van het instrument zijn geboord. Bij koperblazers komt het geluid uit de beker aan het eind van de buis. Bij houtblazers wordt de toonhoogte dus gemaakt door gaten te dichten (met vingers en/of kleppen), bij koperblazers door de buis zelf korter of langer te maken (middels bijvoorbeeld een schuif van de trombone of de ventielen op een trompet).

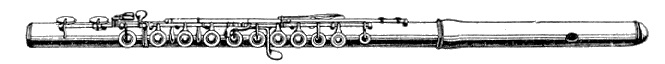
Dwarsfluit
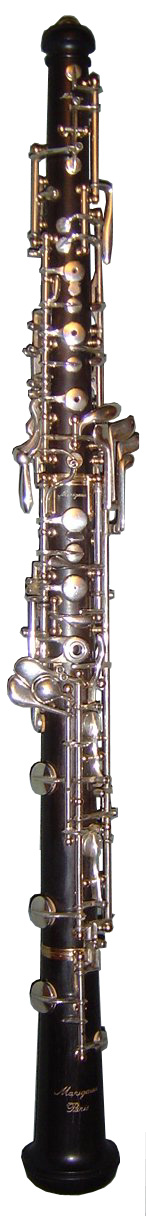
Hobo
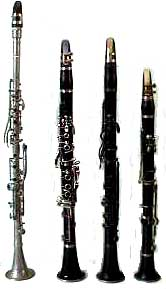
Klarinetten
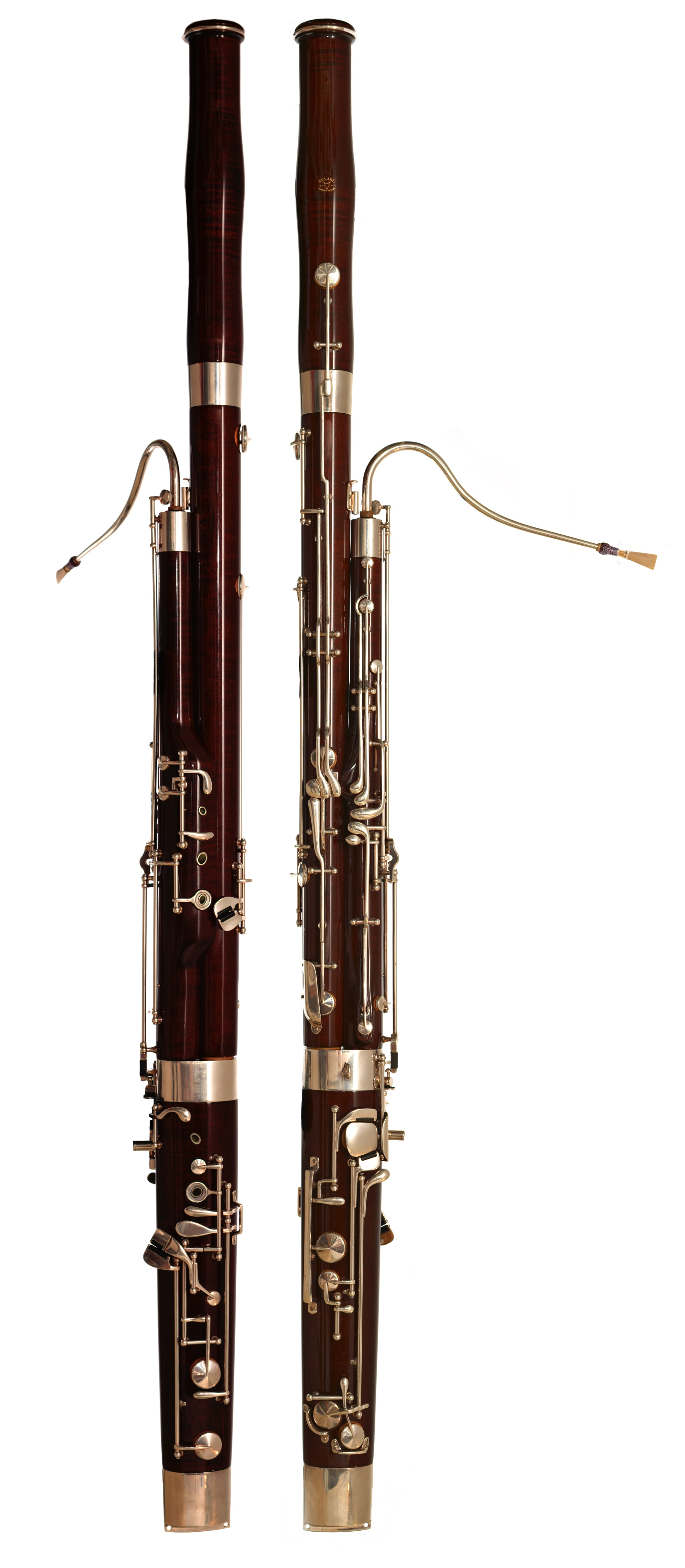
Fagot
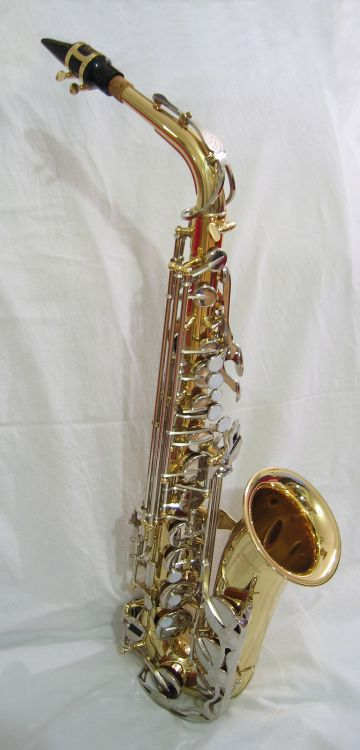
Altsaxofoon